# 上田起士
上田 起士（うえだ たつじ、1973年2月25日 - ）は、日本のソングライター、編曲家、ギタリスト。大阪府出身。

## 来歴
1999年に、ユニット『etre（エトレ）』のギタリストとしてデビュー。ユニット活動休止後より、作詞家、セッション・ギタリストとして活動している。PROJECT-U主宰。音楽書籍の執筆の他、スマートフォンやタブレットPC向けのアプリ制作に関わるなど、その活動は多岐に渡る。現在は関西を拠点に、作詞の他にもAKB48や遊助、後藤真希などに楽曲提供をしている。

## 楽曲提供

### 作詞
- 後藤真希「宝石」
- 島谷ひとみ「C'est la vie!」「Z!Z!Z!-Zip!Zap!Zipangu!」「voice」「Ramb lin'」「GRAND HERO」
- 平野綾 「ダブル」「Keep On Runnin'」「もっともっと」
- MAX「Prism of Eyes」
- Kis-My-Ft2（玉森裕太・宮田俊哉・千賀健永）「Sing for you」
- V6「one」「Gravity Graffiti」
- A.N.JELL「promise（日本語詞）」「ふたり（日本語詞）」「alone（日本語詞）」 - TBS系金曜ドラマ『美男ですね』主題歌
- 2NE1「IT HURTS（日本語詞）」「I LOVE YOU（日本語詞）」
- パク・ヨンハ「Only Love」
- ウ・ソンミン「wonderful」
- ドミニクシャニョン「セ・ラ・ヴィ」「Prayer 〜六夜眠れず〜」
- shela「Let me be with you（日本語詞）」
- 小桃音まい「Merry」（予約限定）
- 椎名へきる「Unknown colors」
- TrySail「primary」
- 小桃音まい「Merry」
- ぷりんせす♡たいむ「Sparky…」
- minAmin「vitamin charger」「MINAMIN WORLD」「ini mini mani moo」「愛の奇跡」
- PiGU「illusion illusion」
- BALLIONAIRE MAFIA「Glitter Feat. Esperança Iluminada」「i Feat. KEI」
- キューティーマミー「パラパラ・パラダイス（日本語詞）」
- VIVAJO8「VIVA JOY」「Aceを狙え!!」
- 全力アイドル応援隊 Zelop! 「オーエス!!」
- なちゅらリウム.vivid「ギンギラハートの数え唄」
- VITCHVITCH from BRW108「ハダカ DE☆OH!サマー」（楽曲配信） - PROJECT-Uとして
- Osaka 翔 Gangs「ポジ女子宣言」「PARTY FOR PEOPLE」「A to Z」「天使のウイング」
- go.x「空遠」「Line」「You're my...」「ハローグッバイ」
- GAI◇YA＋「ONE」「IBARA Feat.Patxi Lopez」「WORLDWIDE」「DIAMONDS」「breath」
- little more.「青春の1ページ（共作詞）」
- リリシック学園「楽園！リリシック天国」「青春メッセージ」「桜の蕾」「起こせ！」「ハッピー☆サプライズ（共作詞）」「Special Pearls」
- HerRo*2「wktk（共作詞）」
- 魔弾戦記リュウケンドー「Prism of Eyes」
- 織田信奈の野望「きっと...」
- ラブプラス「永遠ダイアリー」「愛しい気持ち」「界で一番あなたが好き」「恋のメッセージ」「青空飛行」
- KARA「ハッピー ハッピー ラブ」
- Da-iCE「Umbrella」
- TOKIO「To be」
- 真野恵里菜「大切なキセキ」
- C-Girls2015「Let's go! Red!」

### 作曲
- AKB48 チームB「Tiny T-shirt」
- AKB48 チームサプライズ（板野友美・山本彩・横山由依）「誰が2人を出会わせたのか?」
- 乃木坂46「ぶんぶくちゃがま」

### 作曲・編曲
- AKB48（高城亜樹・仁藤萌乃・横山由依・河西智美・北原里英・佐藤亜美菜・増田有華）「人魚のバカンス」
- AKB48 チームサプライズ（高城亜樹・板野友美・横山由依）「そのままで」
- Do As Infinity「Right now」
- 遊助「俺なりのラブソング」 - 作曲は遊助と共作。映画『漫才ギャング』主題歌。
- 野中藍「僕の気持ち」
- 徳永愛「U&I」「Love&Dive」「L・O・V・E」 - 作詞も含む
- クミコ「ほほえみの唄」
- 玉木宏「Ocean Blue」
- 高杉さとみ「しあわせドラマ」
- 和田昌哉「Down With U」「My Flavor -Dinner for the soul-」

### ユニット
etre「landscape」「feelings」「シャボン玉」＊他多数

## 書籍
- 『よくわかる作詞の教科書』（ヤマハミュージックメディア）
- 成長する辞書アプリ『Word World（ワードワールド）』（ミッション・ワン）
- 『ウケる!作曲入門 ～心に残る曲を作るテクニック～』（ヤマハミュージックメディア）
- 『J-POP作詞術のウラ技☆オモテ技』Gekkayoプロデュース